# Парменід
Пармені́д або Пармені́д Еле́йський (грец. Παρμενίδες; 515 — 480 р. до н. е.) — давньогрецький філософ і політичний діяч; вважається творцем онтології у філософії, що вперше чітко розвів два різні поняття — істину та суб'єктивні погляди і думки. Був учителем Зенона, здійснив значний вплив на філософію Платона.

## Біографія
Народився в грецькій колонії Елея в 515 році до н. е. Походив з багатої та впливової родини. Імовірно, навчався у Ксенофана, пізніше у піфагорейця Амінія. За  твердженням Платона у віці 65-и років Парменід спілкувався з юним Сократом.
Парменід брав активну участь у політичному житті рідного міста, за Плутархом ввів численні закони.

## Твори
Філософське вчення Парменіда викладене у поемі «Про природу», написаній гекзаметром. До нашого часу збереглися її «Пролог», більшість першої частини і фрагменти другої. В поемі мислитель описував свої погляди, подаючи їх через подорож юнака (під яким розуміється сам Парменід) на небо у володіння богині, котра відкриває йому знання про істинне і хибне.
Пролог описує подорож до богині, що супроводжується метафоричними образами, такими як колісниця, якою керують «доньки сонця», брама на шляху і Правда, котра охороняє її. У першій частині богиня розповідає юнаку про істину, що пізнається розумом. Друга ж частина присвячена оповіді про хибні уявлення, що походять із почуттів.

## Філософські погляди

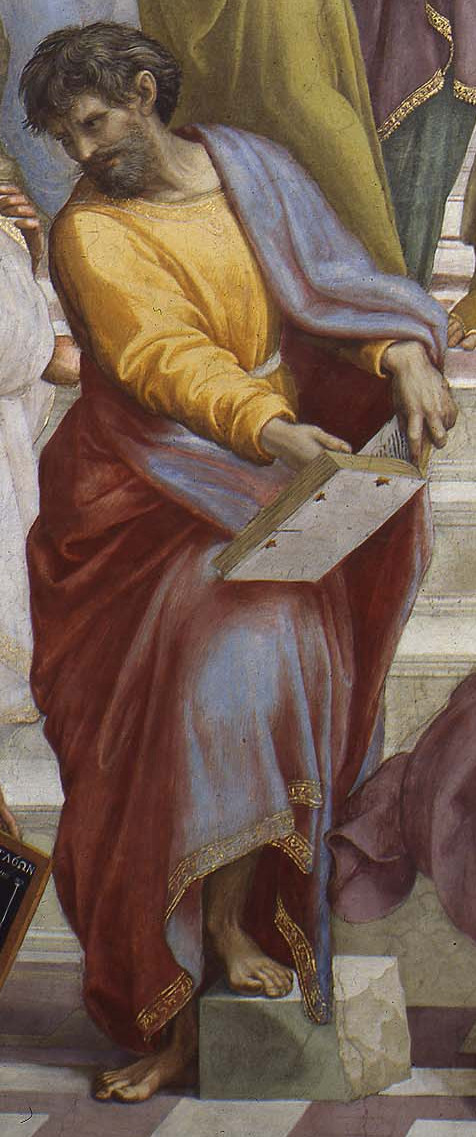
Парменід, деталь картини «Афінська школа» Рафаеля.

Парменід вперше в історії філософії зробив предметом аналізу саме буття, а не окремі його аспекти. Мислитель обґрунтовував, що буттям є все, що можна пізнати розумом. Навіть вигадка реальна, адже існує в розумі та цілком чи різними своїми частинами повторює реальне. Таким чином, небуття немає і не може бути. З цього можна зробити висновок, що буття нізвідки не виникало і не може зникнути, воно вічне і крім нього не існує нічого. Якби ж існувало й інакше буття, то їх розділяло б небуття. Парменід вважав, що позаяк буття цілісне та довершене, то світ має форму досконалої фігури — сфери. Невідомо чи займався він пошуками відповіді, що є за межами світу і як узгодити такий погляд з його визначенням буття.
Почуттям буття недоступне, оскільки вони обмежені та ненадійні. У такому твердженні Парменіда підкреслюється тотожність буття й мислення. Мислення — це здатність осягати єдність у несуперечливих формах, результатом якого є знання (episteme). Людина може мати також гадку, погляд (doxa) — звичайне, повсякденне уявлення, що протистоїть знанню як наслідку осягнення єдиного буття. Прагнучи віднайти першооснову всього існуючого, Парменід зауважує: ніщо із безпосередньо цього в чуттєвому досвіді не може задовольнити його через явно минущий і скінченний характер.
Філософ заперечував множинність та змінність речей, вважаючи їх оманою відчуттів. Якби існували різні речі, здатні змінюватися, то буття перестало б бути єдиним. Він критикував погляди атомістів на існування найменших часток матерії, розділених порожнечею, стверджуючи неподільність всієї матерії.  Також його авторству приписують вислів "Нічого не виникає з нічого".
Погляди Парменіда на світобудову подібні на погляди Анаксімандра. У його вченні Земля міститься в центрі світобудови, оточена трьома кільцями. В першому міститься світло, в середньому в певних пропорціях світло й темрява, в третьому — лише темрява. Їх взаємодія породжує небесні світила. Парменіду належить думка про те, що Місяць належить кільцю темряви і не світить сам, а лиш відбиває світло.
Вчення Парменіда про вічність, цілісність і довершеність буття розвинуте в сучасній філософії в доктрині неопарменідизму (зокрема, у працях італійського філософа Емануеле Северіно).